# Floyd Simmons
Floyd Simmons   (Charlotte, 10 d'abril de 1923 - Charlotte, 1 d'abril de 2008) fou un atleta estatunidenc, especialista en el decatló, que va competir en els anys posteriors a la Segona Guerra Mundial.
Nascut i criat a Charlotte, Carolina del Nord , era fill d'un paleta i exentrenador de futbol americà del Davidson College. De jove jugà al futbol americà al Central High School de Charlotte, on es va graduar el 1942. El 1946 es va classificar per disputar la final dels 220 iardes tanques als campionats d'atletisme de la NCAA.
El 1948 va prendre part en els Jocs Olímpics d'Estiu de Londres, on guanyà la medalla de bronze en la prova del decatló del programa d'atletisme. Quatre anys més tard, als Jocs de Hèlsinki, revalidà la medalla de bronze en la mateixa prova.
A més de destacar en l'atletisme, Simmons va ser contractat per Universal Pictures, juntament amb Rock Hudson i John Gavin. Va ser l'estrella convidada en molts programes de televisió i va aparèixer en més d'una dotzena de pel·lícules, la més destacada de les quals és South Pacific (1958). Va fer el paper de Brick a la versió cinematogràfica de La gata sobre la teulada de zinc, com a Allan Quatermain a Watusi i va ser contractat per interpretar el Sr. Roberts en una sèrie de televisió de Joshua Logan del mateix nom que no es va arribar a fer.

## Millors marques
- Decatló. 7.453 punts (1952)[7]